# Staffany

[n]staffane

Staffany jsou polycyklické uhlovodíky odpovídající vzorci H-[-C≡(-CH2-)3≡C-]n-H, kde n ≥ 1; souhrnný vzorec je pak C5nH6n+2
První staffany získali Piotr Kaszyński a Josef Michl v roce 1988 samovolnou polymerizací [1.1.1]-propelanu (C2(=CH2)3). Při reakci docházelo ke štěpení axiálních vazeb C-C v propelanu za tvorby volných vazeb na každém ze dvou axiálních uhlíků. Vzniklé struktury [-C≡(-CH2-)3≡C-] obsahují dva atomy uhlíku spojené trojicí methylenových můstků a tyto skupiny jsou tak uspořádány do přímé struktury. Staffany se zkoumají s ohledem na využití v nanotechnologiích, kde jejich oligomery mohou sloužit jako „pevné základy“ pro vytváření dalších nanostruktur.
Oligomer obsahující n základních jednotek se označuje jako [n]staffan ([1]staffan, [2]staffan...) Pokud se počet těchto jednotek mění nebo není určen, tak se používá označení [n]staffan.